# Bogota Straße
Bogotá Straße es una calle de Berlín, ubicada en el distrito Steglitz-Zehlendorf.
Originalmente fue inaugurada en 1912 con el nombre Herderstra y hasta la época del Tercer Reich era un lugar tranquilo por donde vivía el escritor Hans Dominik. El 7 de julio de 1938 fue designada con su nombre actual en homenaje a la capital de Colombia, Bogotá, por llamarse La Atenas Suramericana. Durante la Segunda Guerra Mundial, fue uno de los pocos lugares que sobrevivieron a los estragos de la guerra y durante la división de la ciudad, permaneció del lado occidental. Actualmente es una calle de solo mansiones. 